# Новоярково
Новоярково (рос. Новоярково) — село у Барабінському районі Новосибірської області Російської Федерації.
Входить до складу муніципального утворення Новоярковська сільрада. Населення становить 584 особи (2010).

## Історія
Згідно із законом від 2 червня 2004 року органом місцевого самоврядування є Новоярковська сільрада.

## Населення
| 2002 | 2007 | 2010 |
| ---- | ---- | ---- |
| 635  | ↗664 | ↘584 |